# Safari 3000
Safari 3000 és una pel·lícula de 1982 dirigida per Harry Hurwitz. La pel·lícula va ser rodada en exteriors a l'Àfrica. Ha estat doblada al català.

## Argument
Un reporter segueix un conductor s'escenes perilloses en una cursa de 3000 milles a través d'Àfrica.
El ral·li de l'Àfrica és el més dur celebrat a escala internacional. Al llarg de tres mil quilòmetres, els seus participants han d'enfrontar-se a les més adverses condicions climàtiques, a terrenys impenetrables, animals salvatges i a perilloses tribus. La qüestió no és tant arribar primer, sinó poder arribar. Noranta i dos cotxes es donen cita en la línia de sortida. Entre ells, Eddie Miles, un especialista de Hollywood, expert en arriscades escenes amb cotxes; J. J. Dalton, el seu copilot, una intrèpida reportera de la revista Playboy i el comte Lorenzo Borja, descendent d'una coneguda família aristocràtica, disposat al que sigui per guanyar.

## Repartiment
| Actor              | Paper          |
| ------------------ | -------------- |
| David Carradine    | Eddie Molins   |
| Stockard Channing  | J.J. Dalton    |
| Christopher Lee    | Comte Borgia   |
| Hamilton Campament | Feodor         |
| Ian Yule           | Freddy Selkirk |